# مارشا ورفيلد
مارشا ورفيلد (بالإنجليزية: Marsha Warfield)‏ هي ممثلة أمريكية، ولدت في 5 مارس 1954 في شيكاغو في الولايات المتحدة.

## أعمال

### مسلسلات
- إمبتي نيست
- نايت كورت

## وصلات خارجية
- مارشا ورفيلد على موقع IMDb (الإنجليزية)
- مارشا ورفيلد على موقع ألو سيني (الفرنسية)
- مارشا ورفيلد على موقع ميوزك برينز (الإنجليزية)
- مارشا ورفيلد على موقع أول موفي (الإنجليزية)
- مارشا ورفيلد على موقع قاعدة بيانات الأفلام السويدية (السويدية)
- مارشا ورفيلد على موقع إن إن دي بي (الإنجليزية)
- مارشا ورفيلد على موقع قاعدة بيانات الفيلم (الإنجليزية)
- مارشا ورفيلد على موقع كينوبويسك (الروسية)